# Vicente Barrantes
Vicente Barrantes Moreno (Badajoz, 24 de marzo de 1829-Pozuelo de Alarcón, 17 de octubre de 1898) fue un poeta y bibliófilo español.

## Biografía
Estudió en el seminario de su ciudad natal, pero la temprana muerte de su padre en 1841 le obligó a dejarlo y ponerse a trabajar. Ingresó como escribano en el Cuerpo de Administración Militar. Autodidacta sin titulaciones académicas, llegó a poseer una formidable erudición que aplicó sobre todo a las cosas de su tierra extremeña, que amaba profundamente.
Desde 1848 residió en Madrid dedicado al periodismo, a la poesía y a los estudios históricos y bibliográficos. Su primer artículo apareció en 1847 en El Guadiana de Badajoz. Redactó él solo Las Píldoras, revista satírica que fue prohibida por el Gobierno. Sus mejores crónicas periodísticas aparecieron en La Ilustración Española, en Las Novedades de Ángel Fernández de los Ríos, Semanario Pintoresco Español, La Ilustración Católica y Los Niños, de Madrid, y en El Mundo Ilustrado, de Barcelona. Utilizó a veces los seudónimos de Publicio y Abate Cascarrabias en la prensa, y Modesto Infante, Bachiller Clarín Brocado y Barvic para publicar libros. 
Fue cronista oficial de Extremadura y denunció la rapiña y el destrozo que sobre el patrimonio artístico y monumental extremeño realizó la Desamortización de Mendizábal. Fue amigo de Fernán Caballero, con quien intercambió correspondencia epistolar. Fue uno de los primeros en leer e imitar a Edgar Allan Poe en España. En 1875 publicó Días sin sol, que es la primera obra literaria donde, en el sainete cómico "Idilio de última hora" incluido en ella, se utiliza el habla extremeña. 
En el primer gobierno de Antonio Cánovas del Castillo fue nombrado director general de la Administración en Filipinas, miembro del consejo del gobernador y su secretario; ya toda su vida se interesaría por la hispanización del archipiélago. Publicó al respecto obras como su Teatro tagalo (1889), donde sostiene que los filipinos son incapaces de pensamiento creativo tras analizar su teatro religioso tradicional, lo que le valió las pullas de José Rizal; Apuntes interesantes sobre las Islas Filipinas que pueden ser útiles para hacer las reformas convenientes y productivas para el país y para la nación escritos por un español de larga experiencia en el país y amante del progreso (1869) Madrid : [s.n.], 1869 (Imp. de El Pueblo) o su La instrucción primaria en Filipinas de 1586 a 1868; su pensamiento en estos aspectos es colonialista; en las páginas de la revista La España Moderna sostuvo una gran polémica con Fernando Blumentritt sobre la novela Noli me tangere. 
Fue consejero de Instrucción Pública y académico de la Historia (1872) y de la Lengua (1876), diputado a Cortes y senador por Cáceres en las legislaturas 1891-1893 y 1896-1898. Su Diccionario de extremeños ilustres inédito se ha perdido. Imprimió la Recopilación en metro del bachiller Diego Sánchez de Badajoz Madrid: Librería de los Bibliófilos Fernando Fé, 1882-1886 y editó, con prólogo y notas a cuatro tintas y con ilustraciones (litografías y una fotografía), de Lope de Vega, Soliloquios amorosos de un alma a Dios (Madrid: Imp. de Prudencio Cuartero, 1863), para lo cual utilizó el texto de la edición que publicó en Roma, 1646, Leonardo de San José. Tradujo, de Alejandro Dumas, El Conde de Monte-Cristo (Madrid: Murcia y Marti, 1861) y La piel de zapa de Balzac (Madrid, 1854), para el folletín de Las Novedades. 
Intentó el teatro escribiendo en colaboración con Cándido Barrios el drama en verso y prosa Laura de Monroy, o Los dos maestres Madrid: Vicente de Lalama, 1850. Su novela histórica en dos volúmenes Juan de Padilla (Madrid, 1855-1856) fue prohibida por la autoridad eclesiástica a causa de sus pasajes anticlericales, por edicto del 28 de diciembre de 1857.

## Obras

### Poesía
- Baladas españolas, Madrid: Imp. de Julián Peña, (1853, segunda edición 1865 con un prólogo de Luis de Eguílaz y un artículo crítico de Agustín Bonnat). Reeditado por Gregorio Torres Nebrera, Badajoz: Carisma Libros, 1999.
- Días sin sol, (1875) poesías filosóficas; incluye una carta de Antonio Trueba
- Epistola religiosa y social dirigida al... Fr. Zeferino González Badajoz, 1873 (José Santamaria y Navarro)
- San Pedro de Alcántara: cristiano romance en que se refiere la vida y virtudes del extático varon Madrid, 1880 (Imprenta de la V. é H. de D.E. Aguado)
- España vencedora: poesía Madrid, 1860 (imprenta y litografía de J.J. Martínez)

### Narrativa
- Juan de Padilla Madrid, t. I, 1855; t. II, 1856 (Imp. de Ramón Campuzano), novela histórica.
- Siempre tarde, Madrid, 1852 (C. González), novela original, reimpresa en Madrid (Imprenta de Alhambra y Compañía) 1862.
- La viuda de Padilla Madrid, 1857 (Impr. de Gabriel Alhambra), novela histórica.
- Narraciones extremeñas Madrid, 1873 (Imp. de J. Peña)
- Cuentos y leyendas Madrid, 1875 (P. Muñez)
- El veinteicuatro de Córdoba narración popular Córdoba, (Imp. y lib. de D. Rafael Arroyo), 1859.
- La querida del soldado, Nueva York, colección Novelas de La Crónica (1848-1851)
- Un suicidio literario. La joven España.
- La corte de los poetas. Novela histórica del año 1619.
- Don Rodrigo Calderón. Novela histórica, folletín, publicado en La Ilustración, 1851-1852.

### Teatro
- Con Cándido Barrios, Laura de Monroy, o Los dos maestres Madrid: Vicente de Lalama, 1850.

### Sobre Extremadura
- Catálogo razonado y crítico de los libros, memorias y papeles, impresos y manuscritos, que tratan de las provincias de Extremadura, así tocante a su historia, religión y geografía, como a sus antigüedades, nobleza y hombres célebres, Madrid: Imprenta y Estereotipia de M. Rivadeneyra, 1863, 1865
- Aparato bibliográfico para la Historia de Extremadura, (Madrid: Estab. Tip. de Pedro Núñez, 1875-1877), 3 vols., reimpreso en Badajoz: Institución Pedro de Valencia, 1977 y reeditado con las notas de Barrantes a su ejemplar en Mérida, 1999.
- Índice de la Biblioteca extremeña Madrid, 1881 (Imp. de "El Mundo político")
- Barros emeritenses: estudio sobre los restos de cerámica romana: que suelen hallarse en las ruinas de Mérida Madrid, 1877 (Imp. de T. Fortanet)
- Las Jurdes y sus leyendas: conferencia leída en la Sociedad Geográfica de Madrid la noche del 1o de julio de 1890 Madrid, 1891 (Establecimiento tipográfico de Fortanet). Impresión facsímil Valladolid: Editorial Maxtor, 2001.
- Nota final sobre Las Jurdes (S.l.: s.n., 1893)
- La Virgen de Guadalupe y las mujeres extremeñas Badajoz: La Económica, s. a. (tip. de Rodríguez y compañía)

### Sobre Filipinas
- La instrucción primaria en Filipinas de 1586 a 1868 (sin año, sin cuna de imprenta, en la página 8 se dice 1869)
- Apuntes interesantes sobre las Islas Filipinas que pueden ser útiles para hacer las reformas convenientes y productivas para el país y para la nación escritos por un español de larga experiencia en el país y amante del progreso Madrid, 1869 (Imp. de El Pueblo)
- El teatro tagalo Madrid, 1889 (Tip. de Manuel G. Hernández)
- Guerras piráticas de Filipinas: contra mindanaos y joloanos Madrid, 1878 (Imp. de Manuel G. Hernández). Reimpreso en 2004.

### Otros ensayos y escritos
- La joven España: folleto dedicado á la Asamblea Constituyente Madrid: Libr. de Cuesta, 1854 (Imp. de Julián Peña)
- Viaje electoral, hecho con la bolsa a cuestas y el cuerpo molido á palos, por Barvic á los infiernos del sufragio universal Madrid, 1872 (Imp. Viuda e hijos de Galiano)
- Plutarco de los niños: libro de lectura para las escuelas de instrucción primaria, Madrid: 1857 (Imprenta de Julián Peña); Madrid, 1861 (Establecimiento lito-tipográfico de J.J. Martínez); Manila, 1868 (Imp. de Ramírez y Giraudier), declarado libro de lectura para las escuelas de instrucción primaria de niños y niñas; Madrid, 1876 (Tip. de G. Estrada, Ca); Madrid: Establecimiento tipográfico de P. Nuñez, 1876, 1877 y 1882; y Madrid: Librería de la Viuda de Hernando y Cía, 1890 y 1896.
- Discurso leído ante la Academia de la historia en su pública instalación en la casa del nuevo legado por el Excmo. Sr. Vicente Barrantes... el 21 de junio de 1874 Madrid: Academia de la Historia, 1874 (Imp. de José Rodríguez).
- La línea recta: carta a S.A. el Regente de España Madrid, 1869 (imprenta de los señores Rojas)
- Cursos seguidos en la Universidad de la Vida Madrid, 1867 (Imp. de E. Aguado)